# 58569 Eboshiyamakouen
58569 Eboshiyamakouen è un asteroide della fascia principale. Scoperto nel 1997, presenta un'orbita caratterizzata da un semiasse maggiore pari a 2,3543496 UA e da un'eccentricità di 0,2422949, inclinata di 5,22632° rispetto all'eclittica.